# العلاقات الإماراتية البيروية
العلاقات الإماراتية البيروفية هي العلاقات الثنائية التي تجمع بين الإمارات العربية المتحدة وبيرو.

## مقارنة بين البلدين
هذه مقارنة عامة ومرجعية للدولتين:
| وجه المقارنة                                              | الإمارات العربية المتحدة | بيرو                                   |
| --------------------------------------------------------- | ------------------------ | -------------------------------------- |
| المساحة (كم2)                                             | 83.60 ألف                | 1.29 مليون                             |
| عدد السكان (نسمة)                                         | 9.40 مليون               | 32.16 مليون                            |
| الكثافة السكانية (ن./كم²)                                 | 112.44                   | 24.93                                  |
| العاصمة                                                   | أبو ظبي                  | ليما                                   |
| اللغة الرسمية                                             | اللغة العربية            | اللغة الإسبانية، اللغة الأيمرية، كتشوا |
| العملة                                                    | درهم إماراتي             | سول بيروفي جديد                        |
| الناتج المحلي الإجمالي (بليون دولار)                      | 382.58 مليار             | 211.39 مليار                           |
| الناتج المحلي الإجمالي (تعادل القوة الشرائية) بليون دولار | 640.72 مليار             | 393.13 مليار                           |
| الناتج المحلي الإجمالي الاسمي للفرد دولار أمريكي          | 40.44 ألف                | 6.03 ألف                               |
| الناتج المحلي الإجمالي للفرد دولار أمريكي                 | 67.67 ألف                | 11.99 ألف                              |
| مؤشر التنمية البشرية                                      | 0.835                    | 0.740                                  |
| رمز المكالمات الدولي                                      | +971                     | +51                                    |
| رمز الإنترنت                                              | .ae، .امارات             | .pe                                    |
| المنطقة الزمنية                                           | ت ع م+04:00              | توقيت بيرو، 00                         |

## منظمات دولية مشتركة
يشترك البلدان في عضوية مجموعة من المنظمات الدولية، منها:
| علم المنظمة | اسم المنظمة                               | تاريخ انضمام الإمارات العربية المتحدة | تاريخ انضمام بيرو |
| ----------- | ----------------------------------------- | ------------------------------------- | ----------------- |
|             | مؤسسة التنمية الدولية                     | 23 ديسمبر 1981                        | 30 أغسطس 1961     |
|             | يونسكو                                    | 20 أبريل 1972                         | 21 نوفمبر 1946    |
|             | وكالة ضمان الاستثمار متعدد الأطراف        | 20 أكتوبر 1993                        | 2 ديسمبر 1991     |
|             | الأمم المتحدة                             | 9 ديسمبر 1971                         | 31 أكتوبر 1945    |
|             | الفريق المعني برصد الأرض                  | ?                                     | ?                 |
|             | الاتحاد البريدي العالمي                   | ?                                     | ?                 |
|             | البنك الدولي للإنشاء والتعمير             | 22 سبتمبر 1972                        | 31 ديسمبر 1945    |
|             | المنظمة الهيدروغرافية الدولية             | ?                                     | ?                 |
|             | الاتحاد الدولي للاتصالات                  | 27 يونيو 1972                         | 12 يوليو 1915     |
|             | منظمة حظر الأسلحة الكيميائية              | ?                                     | ?                 |
|             | مؤسسة التمويل الدولية                     | 30 سبتمبر 1977                        | 20 يوليو 1956     |
|             | المركز الدولي لتسوية المنازعات الاستشارية | 22 يناير 1982                         | 8 سبتمبر 1993     |
|             | منظمة التجارة العالمية                    | ?                                     | ?                 |
|             | منظمة الشرطة الجنائية الدولية             | ?                                     | ?                 |

## وصلات خارجية
- موقع وزارة الخارجية الإماراتية
- موقع وزارة الخارجية البيروفية